# Гурьево (сельское поселение село Волковское)
Гурьево — деревня в Тарусском районе Калужской области в составе сельского поселения Волковское.

## География
Деревня расположена на берегу реки Протва, в 3 км — от Волковского и в 14 — от районного центра.

## Население
| 2002 | 2010 |
| ---- | ---- |
| 66   | ↘58  |

## Уличная сеть
| Название             | Индекс |
| -------------------- | ------ |
| улица Дачная         | 249109 |
| Ботаническая площадь | 249109 |
| улица И. Е. Стырина  | 249109 |
| улица Солнечная      | 249109 |
| улица Южная          | 249109 |